# 위층
위층(胃層, gastrodermis) 또는 강장(腔腸)은 자포동물의 위수강 막을 덮고 있는 세포 안쪽 층이다. 비슷한 구조인 유즐동물의 안쪽 상피층을 뜻할 수도 있다. 영양 세포와 샘 세포가 존재하며 원주상피로 이루어져 있다. 샘 세포는 소화 효소를 분비하는 역할을 하며 영양 세포는 분해된 입자를 섭취한다. 상피의 섬모는 영양소가 고루 분포될 수 있게 한다. 내배엽에서 유래하며 중배엽에 의해 표피와 분리된다.
위층은 산호에서 열에 대한 스트레스의 초기 반응이 나타나는 부위 중 하나로 알려져 있다.